# Barry Bonds
Barry Lamar Bonds, född den 24 juli 1964 i Riverside i Kalifornien, är en amerikansk före detta professionell basebollspelare som spelade 22 säsonger i Major League Baseball (MLB) 1986–2007. Bonds var outfielder.
Bonds spelade för Pittsburgh Pirates (1986–1992) och för San Francisco Giants (1993–2007). Totalt spelade han 2 986 matcher i grundserien med ett slaggenomsnitt på 0,298, 762 homeruns och 1 996 RBI:s (inslagna poäng).
Bonds är mest känd för att ha slagit flest homeruns i grundserien i MLB:s historia. Han passerade den tidigare rekordinnehavaren Hank Aaron den 7 augusti 2007 genom att slå sin 756:e homerun. Han har även rekordet för flest homeruns under en säsong i MLB med 73 stycken, som han slog 2001. Där var det tidigare rekordet 70 och innehades av Mark McGwire. Han har även flest walks, 2 558, och avsiktliga walks, 688, i MLB:s historia. Bland hans många övriga meriter kan nämnas att han togs ut till 14 all star-matcher och att han utsågs till mest värdefulla spelare (MVP) i National League hela sju gånger, vilket är MLB-rekord. De som har näst flest har tre stycken. Vidare vann han tolv Silver Slugger Awards, även det MLB-rekord, och åtta Gold Glove Awards.
Bonds tröjnummer 25 har pensionerats av Giants och han har också blivit invald i klubbens "Wall of Fame". Dock har han på grund av misstankar om dopning inte blivit invald i National Baseball Hall of Fame.
Bonds hade återkommande problem med skador och bland annat opererade han sina knän flera gånger.
Bonds pappa Bobby Bonds var också professionell basebollspelare i MLB (1968–1981), främst med San Francisco Giants. En annan legend inom basebollen, Willie Mays, är Bonds gudfar.

## Efter karriären
Inför 2014 års säsong arbetade Bonds under en vecka som instruktör åt San Francisco Giants unga talanger under försäsongsträningen i Arizona. Han utnämndes i december 2015 till assisterande tränare (hitting coach) för Miami Marlins, men han fick bara behålla jobbet i en säsong. Han återvände 2017 till Giants, denna gång som rådgivare åt klubbchefen.
Under 2017 års säsong hyllades Bonds av Giants genom att få en minnestavla i klubbens "Wall of Fame". I augusti 2018 pensionerade Giants hans tröjnummer 25, i närvaro av bland andra National Baseball Hall of Fame-medlemmarna Willie Mays, Willie McCovey, Orlando Cepeda, Juan Marichal och Gaylord Perry.
Dopningsmisstankarna som riktats mot Bonds (se nedan) har gjort att hans eventuella inträde i National Baseball Hall of Fame har ifrågasatts. När han 2013 för första gången var valbar fick han bara 36,2 % av rösterna, långt från de 75 % som krävdes. Hans andel av rösterna steg successivt under de följande åren, men nådde som högst 66,0 % 2022, vilket också var sista gången som det gick att rösta på honom.

## Dopningsmisstankar
Bonds figurerade i Balco-skandalen och har av många misstänkts för att ha använt steroider eller andra prestationshöjande medel. Den 15 november 2007 väcktes åtal mot honom för mened och förhindrande av rättvisan (obstruction of justice), i samband med Balco-utredningen. Han fälldes 2011 och dömdes till två års villkorlig dom, 30 dagars husarrest och 4 000 dollar i böter. Domen fastställdes av högre rätt i september 2013, men målet togs upp igen och han friades i april 2015.